# Skhodnenskaïa (métro de Moscou)
Skhodnenskaïa (en russe : Схо́дненская et en anglais : Skhodnenskaya) est une station de la ligne Tagansko-Krasnopresnenskaïa (ligne 7 mauve) du métro de Moscou, située sur le territoire du raïon Severnoïe Touchino dans le district administratif nord-ouest de Moscou.

## Situation sur le réseau
Établie en souterrain, à 6 mètres sous le niveau du sol, la station Skhodnenskaïa est située au point 0136+85 de la ligne Tagansko-Krasnopresnenskaïa (ligne 7 mauve), entre les stations Planernaïa (en direction de Planernaïa) et Touchinskaïa (en direction de Kotelniki).